# 鳞胸红娘鱼
鳞胸红娘鱼（学名：Lepidotrigla lepidojugulata）为輻鰭魚綱鮋形目牛尾魚亞目鲂鮄科红娘鱼属的鱼类。分布于台湾海峡、南海北部沿岸等。该物种的模式产地在广东沿海。

## 扩展阅读
維基物種上的相關：鳞胸红娘鱼